# Жртвовање
Жртвовање је религијски ритуални чин приношења жртве божанским или демонским силама, заједнички код многих древних народа и религија, да би се ове умилостивиле или да би им се захвалило на милости..
Мотив за приношење жртве је продужавање, подстицање и поновно успостављање везе између људског и божанског. Често је сврха приношења жртве добијање божје милости или ублажавање божјег гнева. Поступак цењен у појединим културама и међу појединцима као највиши облик служења другима и етички принцип заштите угрожених.

## Примарне жртве и њихова подјела:
- Крвне жртве: људи, животиње, птице
- Бескрвне жртве: плодови, одјећа, новац, хљеб, со
- Либације у пићу: вино, ракија, млијеко, уље
- Магијске
- Експијаторне: кајање, испаштање и сл.[1]

По вјеровању примитивнијег човјека боговима су најмилије људске жртве. Зато су у најстаријој људској прошлости, код појединих култура приношене, као највриједније жртве, највише дјеца, дјевојке, женици и невјесте, па онда истакнуте племенске и вјерске старјешине. Како су људи сазријевали у свом културно-цивилизацијском напретку, освијешћени и омудријели, прешли су, на за тај ниво свијести мање вриједне жртве у робовима и ратним заробљеницима. Како су људи еволуирали у свом развитку, тако су се и одрицали „скупих” жртава у људима, приносећи животиње, биљке, разне предмете, да би са стварних објеката прешли на симболе, као што су вино, хљеб и сл. код данашњег човјека и његових религија.

## Жртвовање код старих Словена
Стари Словени су жртвовали младиће изабране коцком, затим ратне заробљенике и стоку. По хроничару Адаму Бременском из прве половине 11. вијека Словени су у балтичком граду Ретри принели на жртву богу Радогосту епископа Јована. Руски теолог Иларион је у 11. вијеку говорио: „Ми се више не зовемо слуге идола, већ Хришћани, не жртвујемо један другог, јер се Христ жртвовао за нас.” По хроничару Хелмолду (12. в.) Словени су приносили демонима хришћанску крв. Посље приношења су се веселили и наздрављали. Она надаље казује да су трговци на острву Рујану, у Балтику, да неки дио своје робе принесу градском идолу. Балтички Словени приносили су људске жртве арконском богу Световиду, а стари Руси приносили су их посље сваке побједе у рату. По Несторовој хроници, када су Руси у једној борби 983. године, однијели побједу, кнез Владимир је отишао у Кијев да принесе жртве идолима. Речено је да се баци коцка и на кога падне да се тај жртвује. Бачена коцка је означила сина неког Хришћанина Варјаге. Варјага се побунио и није дао сина говорићи да су идоли дрвета и да нису вриједни ниједног живог створа па ни његовог сина. За казну и Варјага и син су убијени. По Длугошевој хроници људске жртве приносиле су се и у 15. вијеку у Пољској. За старе Прусе да су за жртву приносили своју дјецу и спаљивали ратне заробљенике. Жртвовање људи се помиње у 10. вијеку и код Бугара.
Стари Словени и Германи били су сусједи и живјели су под истим поднебљем у готово истим условима, али су се по жртвовању људи у својим вјерским обредима разликовали. Када Германи убаце човјека у воду, они су се радовали да се он удави. Код Словена, што се види и по бацању часног крста о Богојављењу у воду и његовог вађење из воде, људским жртвама се препуштало спасавање — без обзира учиниле то оне саме или их неко други спасао и једнако се радовало када се жртва не удави.

## Жртвовање код Срба
Нема писаних помена о жртвовањима људи код Срба. Али, по многим сачуваним старим обичајима се посредно можемо претпоставити да је и код Срба било људског жртвовања.
По народном вјеровању, Бог је створио језеро Засавицу у Мачви и у њему аждају, којој су Срби многобошци свакога дана приносили као жртву по једну дјевојку. По другој легенди, Свети Ђорђе је спасао дјевојку коју су људи принјели као жртву аждаји у језеру под Трајановим градом на Пештерској висоравни. Стари Срби приносили су људске жртве највише за вријеме дуге суше, да би пала киша. У сачуваном обичају Додола, у ношењу крста, представљена је привидна људска жртва као секундарна појава примарног и непосредног жртвовања људи. 
Није познато како су стари Срби приносили људске жртве. Неке назнаке у обичајима и предањима посредно показују да се се жртве потапале у воду, узиђивале, ређе и спаљивале. Радије се тражила добровољна жртва, јер се она више цијенила од избора коцком или насилним жртвовањем. По једној народној пјесми, Алија Ђерзелез је скочио у провалију и погинуо „за царево здравље”. Привидних жртвовања људи било је и у прошлом вијеку. Јевто Хаџи-Басаровић је пошао 1836. године из Сарајева у Цариград ради трговине. Са Козје ћуприје, три човјека с моста скоче у воду, испливају, изиђу пред трговца и од њега добију награду. Добровољним људским жртвама припада и жртвовање сопствене дјеце, нарочито првенчади. Опште вјеровање у Срба је да првенчад тешко остаје у животу, да их не треба жалити или бар да не треба видно жалити прво умрло дијете, не носити знаке жалости, нити родитељи треба да учествују у његовој сахрани. Прикривање јавне жалости за првим изгубљеним дјетјетом настајало је из тежње добровољне родитељске жртве божанству, да би се поштедјела друга дјеца. Како би се оваква атмосфера постигла, за родитеље је било обавезно, ма и привидно, да поред дјетињег одра буду расположени, штавише весели, окићени цвијећем и накитом, да поигравају и пјевуше и да све те радње прате грохотним смјехом. На жртвовање дјеце у религиозне сврхе упућује и обичај у селу Јелакцу, у крушевачкој Жупи, када се против кише гравидне жене купају у ријеци. Постоји и обичај у јужној Србији, да се приликом великих суша, приликом преласка ријеке свештеник баци у њу. Симболична представа жртвовања човјека. Привидне људске жртве, које указују на стварно жртвовање људи у прошлости Срба, налазимо и у Хомољским планинама гдје младићи одлазе на ријеку и обучени у њу скачу у ритуалу призивања кише. Иначе свуда у Србији за Ђурђевдан, младићи су у ријеку бацали дјевојке што представља привидно жртвовање дјевојака прољећу. Између Новог Пазара и Сјенице једна ријека се назива Људска. Дављења људи у њој нису била само случајна него и намјерна. О људском жртвовању говори и обичај у босанском предјелу Бирчу. Непосредно пред ломљење славског колача, представник свечаности упита присутне: „Кога ћу ово убити браћо?” На његов позив неко се обавезно јави: „Удри мене ћасом!” Тај одговор удри ме ћасом, у ствари каже удри ме водом, тј. говори о жртви дављењем.
Сви ови примјери неспорно претпостављају жртвовање људи у обредном ритуалу код Срба.
Бескрвне жртве код Срба су многобројне. Међу њима се истичу обредни хљебови. Пред крај многобоштва, људску жртву је замијенио хљеб у облику антропоидног крста, који се у одређене дане преко године трипут окрене и изломи. Они су округли са равнокраким крстом преко себе. Они имају жртвено значење.
Мртвима се жртвују првине свих врста плодова. За првим умрлим дјететом се не носе знаци жалости, па за њим не треба ни плакати, јер је оно жртва божанству. Први кућићи се бацају за плот, а мачићи у море. Прву исплетену чарапу плетиља баца у ватру. Пред први улазак у нову кућу закоље се пијетао на прагу. Када се с прољећа први пута окуси новина од новог (рода воће, млеко, месо) треба рећи: „Нове новине од нове године, на мене водица, на Турчина грозница.” Првом купцу трговац даје попуст да би тог дана био срећан у трговини. Први посјетилац (полазник, полажајник, полаженик) куће на Божић гости се, да би било среће у кући преко године.